# Ouro Branco (Rio Grande do Norte)
Ouro Branco is een gemeente in de Braziliaanse deelstaat Rio Grande do Norte. De gemeente telt 5.166 inwoners (schatting 2009).